# Daigo Nishi
Daigo Nishi, född 28 augusti 1987 i Sapporo, Japan, är en japansk fotbollsspelare som spelar för Kashima Antlers.